# Atletismo nos Jogos Olímpicos de Verão de 2020 - 20 km marcha atlética masculina
O evento dos 20 km de marcha atlética masculina nos Jogos Olímpicos de Verão de 2020 ocorreu no dia 5 de agosto de 2021 no Parque Odori, em Sapporo. Um total de cinquenta e sete atletas participaram.

## Qualificação
Um Comitê Olímpico Nacional (CON) pode inscrever até 3 atletas nos 20 km de marcha atlética masculina desde que todos atendam ao padrão de inscrição ou se classifiquem pelo ranking durante o período de qualificação (o limite de 3 está em vigor desde o Congresso Olímpico de 1930). O tempo padrão a qualificação foi 1:21:00. Este padrão foi "estabelecido com o único propósito de qualificar atletas com desempenhos excepcionais incapazes de se qualificar através do caminho do Ranking Mundial da IAAF". O ranking mundial, baseado na média dos cinco melhores resultados do atleta no período de qualificação e ponderado pela importância do evento, foi usado para classificar os atletas até que o limite de 60 fosse atingido.
O período de qualificação foi originalmente de 1 de maio de 2019 a 31 de maio de 2020. Devido à pandemia de COVID-19, este período foi suspenso de 6 de abril de 2020 a 30 de novembro de 2020, com a data de término estendida para 31 de maio de 2021. O início do período do ranking mundial a data também foi alterada de 1 de maio de 2019 para 30 de junho de 2020; os atletas que atingiram o padrão de qualificação naquela época ainda estavam qualificados, mas aqueles que usavam as classificações mundiais não seriam capazes de contar os desempenhos durante esse tempo. Os padrões de tempo de qualificação podem ser obtidos em várias competições durante o período determinado que tenham a aprovação da IAAF. Os campeonatos continentais mais recentes podem ser contados no ranking, mesmo que não durante o período de qualificação.
Os CONs também podem usar sua vaga de universalidade – cada CON pode inscrever um atleta independentemente do tempo, se não houver nenhum atleta que atenda ao padrão de entrada a um evento de atletismo – na marcha de 20 km.

## Formato
O evento consiste de uma única corrida, já valendo a definição das medalhas.

## Calendário
Horário local (UTC +9)
| 5 de agosto |
| 16:30       |
| ----------- |
| Final       |

## Medalhistas
| Ouro   | ITA Massimo Stano       |
| Prata  | JPN Koki Ikeda          |
| Bronze | JPN Toshikazu Yamanishi |

## Recordes
Antes desta competição, os recordes mundiais e olímpicos da prova eram os seguintes:
| Tipo | Atleta        | Tempo   | Local   | Data                |
| ---- | ------------- | ------- | ------- | ------------------- |
|      | Yūsuke Suzuki | 1:16:36 | Nomi    | 15 de março de 2015 |
|      | Chen Ding     | 1:18.46 | Londres | 4 de agosto de 2012 |

### Por região
| Região                             | Tempo   | Atleta              | Nação     |
| ---------------------------------- | ------- | ------------------- | --------- |
| África                             | 1:19:02 | Hatem Ghoula        | Tunísia   |
| Ásia                               | 1:16:36 | Yūsuke Suzuki       | Japão     |
| Europa                             | 1:17:02 | Yohann Diniz        | França    |
| América do Norte, Central e Caribe | 1:17:46 | Julio René Martínez | Guatemala |
| Oceania                            | 1:17:33 | Nathan Deakes       | Austrália |
| América do Sul                     | 1:17:21 | Jefferson Pérez     | Equador   |

## Resultados
A prova foi disputada em 5 de agosto, às 16:30 locais.
Penalizações
Cada vez que um atleta descumpre uma das regras da modalidade, recebe um cartão vermelho como advertência que podem ser:
- Contato perdido com o solo (~)
- Dobramento dos joelhos (>)

Se um atleta receber três cartões vermelhos durante a prova precisa ficar parado na zona de penalidade durante 300 segundos. No quarto cartão vermelho é automaticamente desclassificado.
| Pos.              | Atleta                  | CON                | Tempo   | Diferença  | Notas                |
| ----------------- | ----------------------- | ------------------ | ------- | ---------- | -------------------- |
| Medalha de ouro   | Massimo Stano           | ITA Itália         | 1:21:05 | ~          |                      |
| Medalha de prata  | Koki Ikeda              | JPN Japão          | 1:21:14 | +0:09 ~~   |                      |
| Medalha de bronze | Toshikazu Yamanishi     | JPN Japão          | 1:21:28 | +0:23 >    |                      |
| 4                 | Álvaro Martín           | ESP Espanha        | 1:21:46 | +0:41      |                      |
| 5                 | Christopher Linke       | GER Alemanha       | 1:21:50 | +0:45      |                      |
| 6                 | Diego García            | ESP Espanha        | 1:21:57 | +0:52      |                      |
| 7                 | Wang Kaihua             | CHN China          | 1:22:03 | +0:58      |                      |
| 8                 | Zhang Jun               | CHN China          | 1:22:16 | +1:11 ~    |                      |
| 9                 | Perseus Karlström       | SWE Suécia         | 1:22:29 | +1:24      |                      |
| 10                | Callum Wilkinson        | GBR Grã-Bretanha   | 1:22:38 | +1:33      |                      |
| 11                | Andrés Olivas           | MEX México         | 1:22:46 | +1:41 ~    |                      |
| 12                | Brian Pintado           | ECU Equador        | 1:22:54 | +1:49 ~    |                      |
| 13                | Caio Bonfim             | BRA Brasil         | 1:23:21 | +2:16 ~    |                      |
| 14                | Manuel Esteban Soto     | COL Colômbia       | 1:23:32 | +2:27 ~    |                      |
| 15                | Francesco Fortunato     | ITA Itália         | 1:23:43 | +2:38      |                      |
| 16                | Kévin Campion           | FRA França         | 1:23:53 | +2:48      | Recorde da temporada |
| 17                | Declan Tingay           | AUS Austrália      | 1:24:00 | +2:55      | Recorde pessoal      |
| 18                | Éider Arévalo           | COL Colômbia       | 1:24:10 | +3:05      |                      |
| 19                | David Hurtado           | ECU Equador        | 1:24:31 | +3:26 ~~   |                      |
| 20                | Wayne Snyman            | RSA África do Sul  | 1:24:33 | +3:28      |                      |
| 21                | César Rodríguez         | PER Peru           | 1:24:40 | +3:35 ~~   |                      |
| 22                | Leo Kopp                | GER Alemanha       | 1:24:46 | +3:41      |                      |
| 23                | Sandeep Kumar           | IND Índia          | 1:25:07 | +4:02 ~~   |                      |
| 24                | Gabriel Bordier         | FRA França         | 1:25:23 | +4:18      |                      |
| 25                | Tom Bosworth            | GBR Grã-Bretanha   | 1:25:57 | +4:52      |                      |
| 26                | Cai Zelin               | CHN China          | 1:26:39 | +5:34 ~~   |                      |
| 27                | Jhon Castañeda          | COL Colômbia       | 1:26:41 | +5:36 ~    |                      |
| 28                | Nils Brembach           | GER Alemanha       | 1:26:45 | +5:40 ~    |                      |
| 29                | David Kenny             | IRL Irlanda        | 1:26:54 | +5:49      |                      |
| 30                | José Oswaldo Calel      | GUA Guatemala      | 1:26:55 | +5:50      |                      |
| 31                | Miguel Ángel López      | ESP Espanha        | 1:27:12 | +6:07      |                      |
| 32                | Eiki Takahashi          | JPN Japão          | 1:27:29 | +6:24      |                      |
| 33                | Marius Žiūkas           | LTU Lituânia       | 1:27:35 | +6:30 >>~  |                      |
| 34                | Şahin Şenoduncu         | TUR Turquia        | 1:27:39 | +6:34      |                      |
| 35                | Jordy Jiménez           | ECU Equador        | 1:27:52 | +6:47      |                      |
| 36                | Kyle Swan               | AUS Austrália      | 1:27:55 | +6:50      |                      |
| 37                | Choe Byeong-kwang       | KOR Coreia do Sul  | 1:28:12 | +7:07      | Recorde da temporada |
| 38                | Noel Alí Chama          | MEX México         | 1:28:23 | +7:18 >    |                      |
| 39                | Georgiy Sheiko          | KAZ Cazaquistão    | 1:28:38 | +7:33 >    |                      |
| 40                | José Ortiz              | GUA Guatemala      | 1:28:57 | +7:52      |                      |
| 41                | Miroslav Úradník        | SVK Eslováquia     | 1:29:25 | +8:20      |                      |
| 42                | Jesús Tadeo Vega        | MEX México         | 1:30:37 | +9:32      |                      |
| 43                | Luis Henry Campos       | PER Peru           | 1:30:58 | +9:53      |                      |
| 44                | Federico Tontodonati    | ITA Itália         | 1:31:19 | +10:14     |                      |
| 45                | Aliaksandr Liakhovich   | BLR Bielorrússia   | 1:31:28 | +10:23 >   |                      |
| 46                | Matheus Corrêa          | BRA Brasil         | 1:31:47 | +10:42 ~~> |                      |
| 47                | Rahul Rohilla           | IND Índia          | 1:32:06 | +11:01 >   |                      |
| 48                | Abdülselam İmuk         | TUR Turquia        | 1:32:27 | +11:22 >   |                      |
| 49                | Ivan Losev              | UKR Ucrânia        | 1:33:26 | +12:21     |                      |
| 50                | Nick Christie           | USA Estados Unidos | 1:34:37 | +13:32     |                      |
| 51                | Irfan Kolothum Thodi    | IND Índia          | 1:34:41 | +13:36 >   | Recorde da temporada |
| 52                | Eduard Zabuzhenko       | UKR Ucrânia        | 1:39:38 | +18:33     |                      |
| —                 | Lucas Mazzo             | BRA Brasil         | —       | DNF ~~     |                      |
| —                 | Łukasz Niedziałek       | POL Polônia        | —       | DNF        |                      |
| —                 | Salih Korkmaz           | TUR Turquia        | —       | DNF        |                      |
| —                 | José Alejandro Barrondo | GUA Guatemala      | —       | DSQ >~~>   | TR 54.7.5            |
| —                 | Vasiliy Mizinov         | ROC                | —       | DSQ ~~~~   | TR 54.7.5            |

Legenda
| Recorde mundial      | Recorde mundial (World record)               |                       | Recorde africano                      | Recorde africano (African) |                                           | Q | Classificado por posição (Qualified) |
| Recorde olímpico     | Recorde olímpico (Olympic record)            | Recorde da América    | Recorde da América (Americas)         | q                          | Classificado por melhor tempo (Qualified) |   |                                      |
| Melhor marca do ano  | Melhor marca do ano (World leading)          | Recorde asiático      | Recorde asiático (Asian)              | DNS                        | Não largou (Did not start)                |   |                                      |
| Recorde nacional     | Recorde nacional (National record)           | Recorde europeu       | Recorde europeu (European)            | DNF                        | Não terminou (Did not finish)             |   |                                      |
| Recorde pessoal      | Recorde pessoal do atleta (Personal best)    | Recorde da Oceania    | Recorde da Oceania (Oceania)          | DSQ / DQ                   | Desclassificado (Disqualified)            |   |                                      |
| Recorde da temporada | Recorde da temporada do atleta (Season best) | Recorde sul-americano | Recorde sul-americano (South America) | NM                         | Sem marca (No mark)                       |   |                                      |